# Heptispa
Heptispa es un género de escarabajos  de la familia Chrysomelidae. En 1906 Weise describió el género. Contiene las siguientes especies:
- Heptispa bilineatithorax (Pic, 1929)
- Heptispa doncikeri (Pic, 1929)
- Heptispa limbata (Baly, 1885)
- Heptispa lineaticollis (Pic, 1928)
- Heptispa ruficornis (Pic, 1929)
- Heptispa solarii (Weise, 1906)